# 반월역
반월역(半月驛, Banwol station)은 경기도 안산시 상록구 건건동에 있는 수도권 전철 4호선의 전철역이다. 개통 당시 안산시 관내에서 택지 개발된 다른 지역과는 달리 역 주변에 면소재지를 기반으로 한 자연부락 농촌지역이었다.
그러나 현재는 반월지구를 비롯해 택지개발이 비교적 많이 이루어져 이용량이 점차 증가하고 있는 추세이다. 상록수역으로 가는 중간에 경부고속철도 고가 선로는 위로 교차하고 서해안고속도로는 수도권 전철 4호선 아래로 교차한다.

## 연혁
- 1988년 10월 25일 : 안산선 개통과 함께 영업 개시[1]

## 역명 관련
반월역 부근은 안산시 동부 시내와는 비교적 떨어진 편이며 안산시와 군포시 사이에 있다. 현 안산시 상록구의 건건동, 반월동에 위치해 있는 곳으로 안산시로 편입되기 전에는 화성군 지역의 반월면 지역이다. 안산지역이 시가 되기 전 단계인 반월출장소가 있던 반월신공단도시를 줄여 반월로 부르게 되고, 그에 대비해서 통상 이 곳을 구반월로 불렀던 지역이다. 안산시 단원구에 있는 반월공단은 반월역에서 다소 멀리 떨어진 반대편 서쪽 안산역이나 초지역 근처에 위치해 있으며, 반월역 근처 약 2-3km 거리의 산업단지는 팔곡동에 반월도금지방산업단지와 사사동에 안산테콤단지가 있다.

## 역 구조
2면 2선의 상대식 승강장이다. 출구는 1개다. 스크린도어가 설치되어 있다.

### 승강장
| ↑ 대야미 |
| \| ２    |
| 상록수 ↓ |

| 1 | ● 수도권 전철 4호선 | 산본 · 금정 · 범계 · 이촌 · 명동 · 창동 · 불암산 방면 |
| 2 | ● 수도권 전철 4호선 | 상록수 · 안산 · 오이도 방면                           |

## 승차량 변동
| 역 노선 | 승차 인원 | 승차 인원 | 승차 인원 | 승차 인원 | 승차 인원 | 승차 인원 | 승차 인원 | 승차 인원 | 승차 인원 | 승차 인원 | 승차 인원 | 승차 인원 | 승차 인원 | 승차 인원 | 승차 인원 | 승차 인원 | 승차 인원 | 승차 인원 | 승차 인원 | 승차 인원 | 승차 인원 | 승차 인원 | 승차 인원 | 주 석 |
| 역 노선 | 2000년    | 2001년    | 2002년    | 2003년    | 2004년    | 2005년    | 2006년    | 2007년    | 2008년    | 2009년    | 2010년    | 2011년    | 2012년    | 2013년    | 2014년    | 2015년    | 2016년    | 2017년    | 2018년    | 2019년    | 2020년    | 2021년    | 2022년    | 주 석 |
| ------- | --------- | --------- | --------- | --------- | --------- | --------- | --------- | --------- | --------- | --------- | --------- | --------- | --------- | --------- | --------- | --------- | --------- | --------- | --------- | --------- | --------- | --------- | --------- | ----- |
| 4호선   | 2160      | 2412      | 2815      | 3092      | 2708      | 2812      | 3228      | 4705      | 4976      | 5011      | 5037      | 5131      | 5304      | 5253      | 5370      | 5344      | 5211      | 4990      | 4765      | 4846      | 3651      | 3624      | 3944      | [ 2 ] |

## 사진

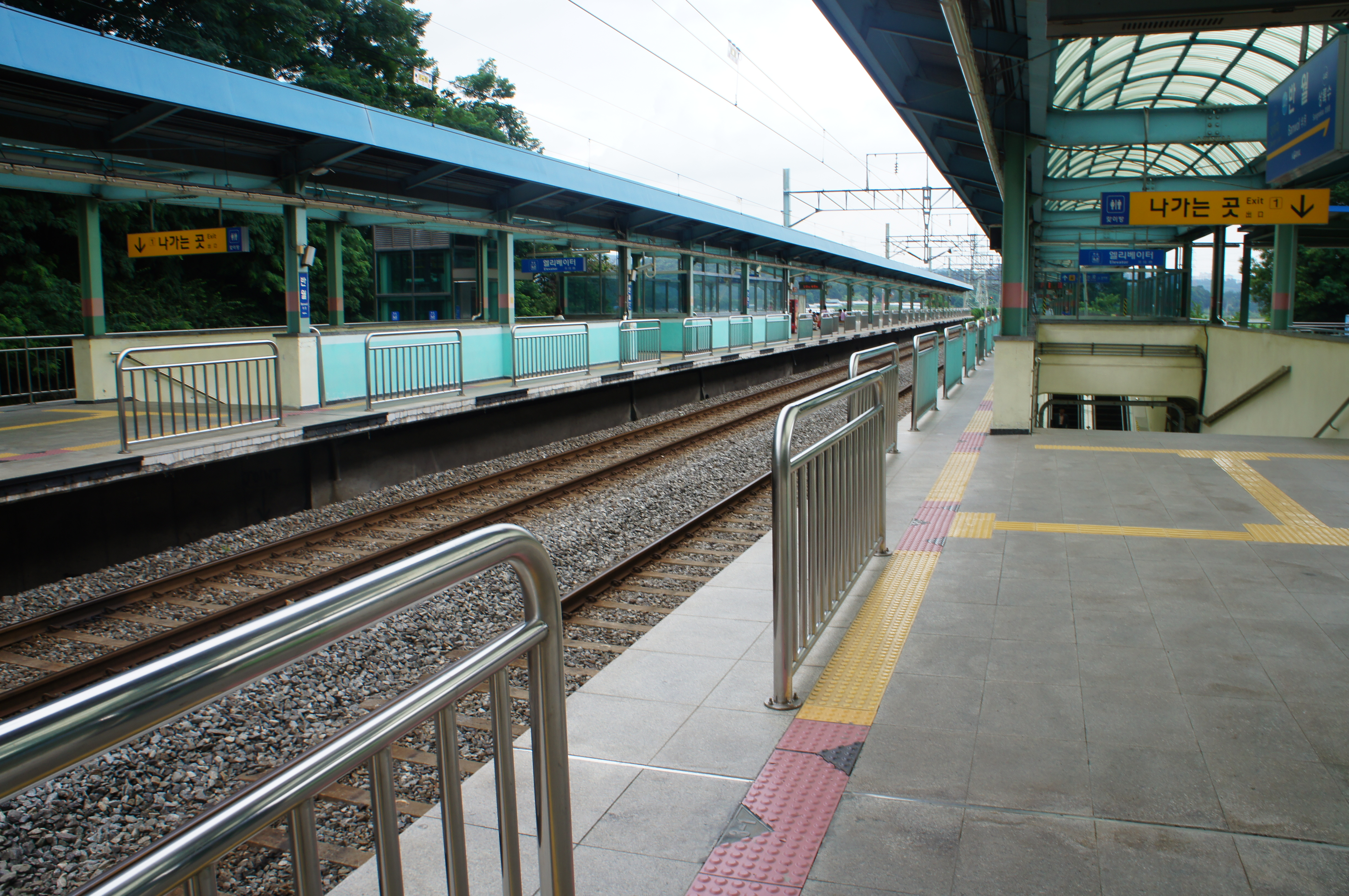
승강장 (스크린도어 설치 전)
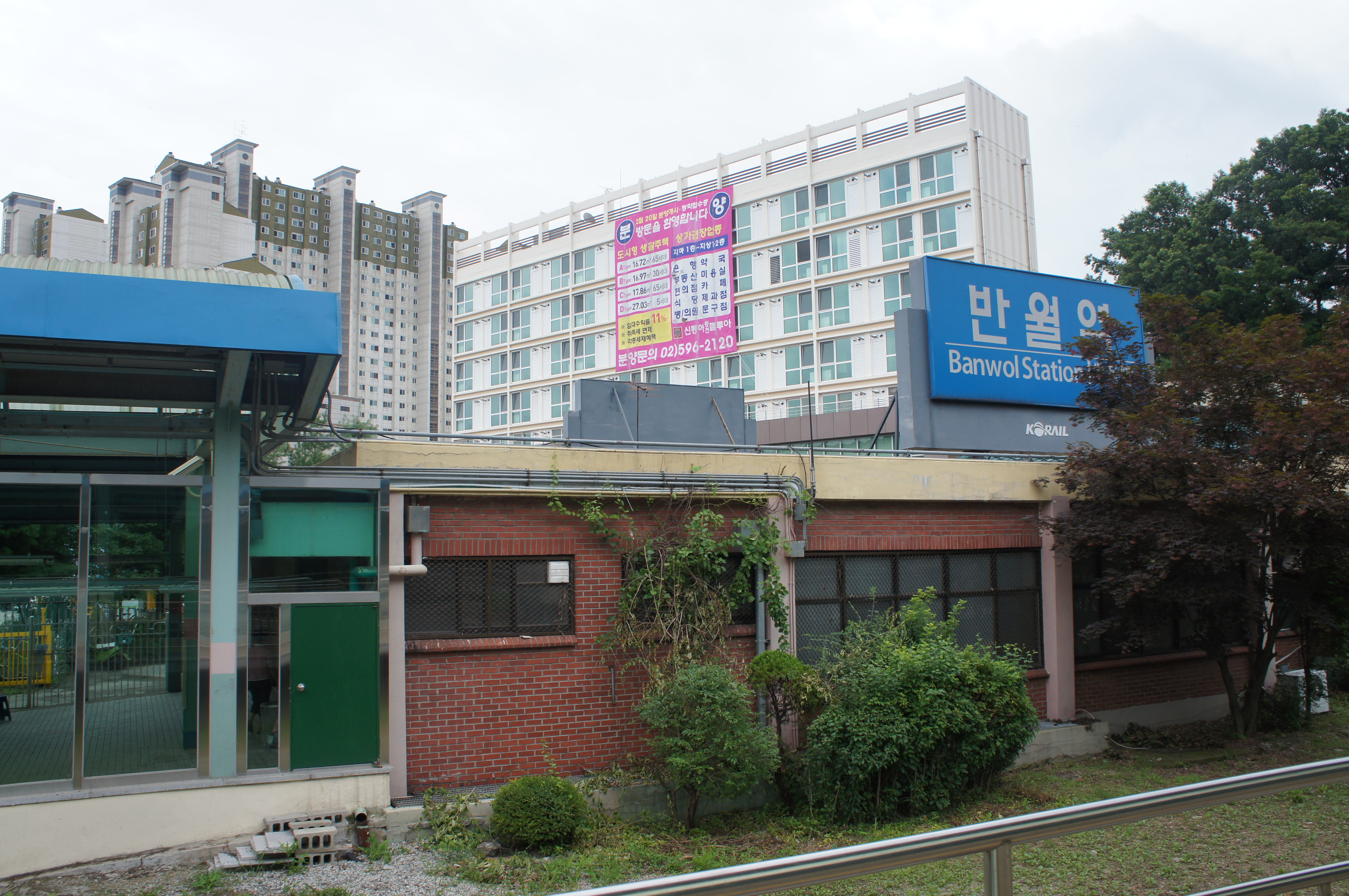
승강장에서 바라본 역사
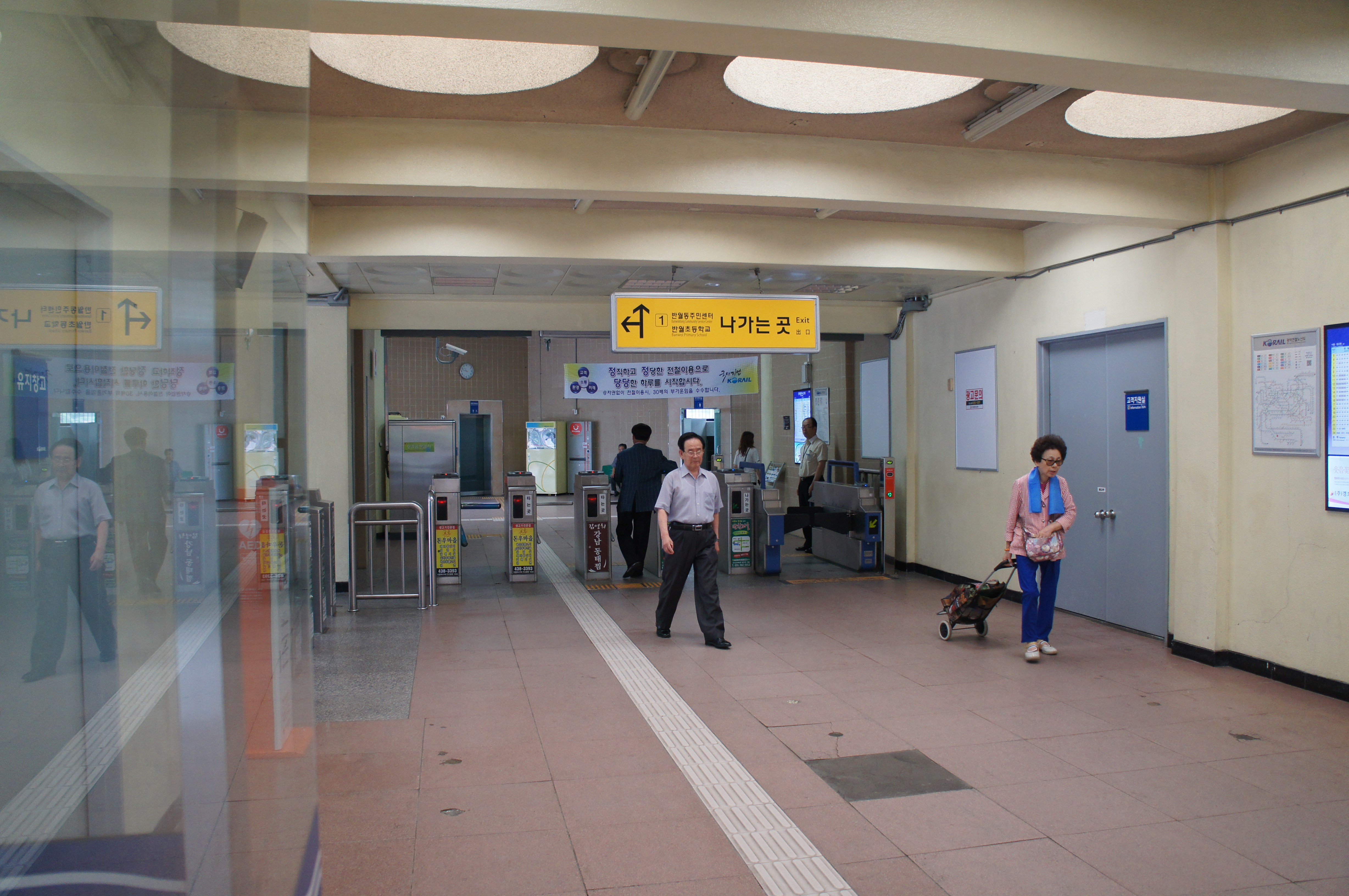
대합실

## 인접한 역
| 안산선                 | 안산선                   | 안산선                 |
| ---------------------- | ------------------------ | ---------------------- |
| 447 대야미 불암산 방면 | ● 수도권 전철 4호선 완행 | 449 상록수 오이도 방면 |